# Hansa-Brandenburg B.I
L'Hansa-Brandenburg B.I era un monomotore biplano e biposto da ricognizione progettato dall'azienda tedesco imperiale Hansa und Brandenburgischen Flugzeugwerke GmbH negli anni dieci del XX secolo ed utilizzato dal K.u.k. Luftfahrtruppen durante la prima guerra mondiale.

## Storia del progetto
Il B.I, così denominato dall'Idflieg ma conosciuto nell'azienda come Typ D o Typ FD a seconda della motorizzazione adottata, era uno dei primi disegni realizzati da Ernst Heinkel, che prima di fondare la sua azienda lavorò come progettista nell'azienda tedesca. Il B.I doveva affiancare altri "B-Typ" come Aviatik B.I, Fokker B.I e Lohner B.I nelle prime fasi del conflitto.
Durante e dopo la fine del conflitto vennero inoltre realizzati su licenza dall'azienda cecoslovacca Aero Vodochody con la denominazione (in ordine di produzione) Aero Ae 01, Aero A.14 ed Aero A.15.

## Tecnica

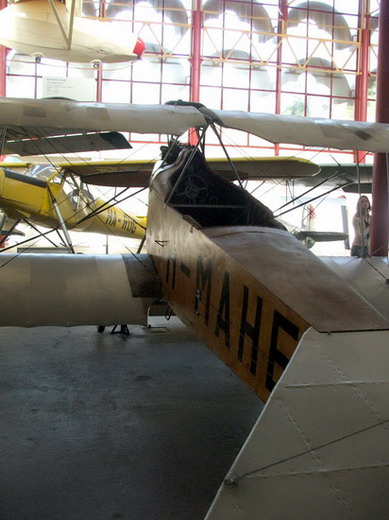
Vista posteriore dell'esemplare conservato al museo dell'aeronautica di Budapest. Si noti il lungo abitacolo aperto.

Il B.1 era un velivolo dall'aspetto piuttosto tradizionale e, come consuetudine per i velivoli dell'epoca, era realizzato con struttura in legno ricoperta da pannelli di compensato e, in misura minore, da tela trattata e nella parte anteriore da pannelli in metallo.
La fusoliera a sezione quadrata presentava un lungo ed unico abitacolo a due posti in tandem, caratteristica comune ai ricognitori B-Typ prodotti dalla Lohner ed in forza alla K.u.k. Luftfahrtruppen, l'anteriore per il pilota ed il posteriore per l'osservatore. L'impennaggio di coda era caratteristico, monoderiva, dotato di timone e piani orizzontali realizzati con un'intelaiatura in tubi d'acciaio, questi ultimi di grande superficie, controventati ed a pianta triangolare.
La configurazione alare era biplano-sesquiplana, con l'ala inferiore di dimensioni leggermente minori e disassata verso la parte posteriore, collegate tra loro da una doppia coppia di montanti tubolari per lato, integrati da tiranti in cavetto d'acciaio.
Il carrello d'atterraggio era un semplice biciclo fisso, dotato di grandi ruote a raggi collegate tra loto da un assale rigido ed integrato posteriormente da un pattino d'appoggio situato sotto la coda.
La propulsione era affidata ad un motore posizionato all'apice della fusoliera, normalmente un 6 cilindri in linea raffreddato ad acqua, di varia potenza a seconda del tipo, comunque sempre abbinato ad un'elica bipala in legno a passo fisso.

## Impiego operativo

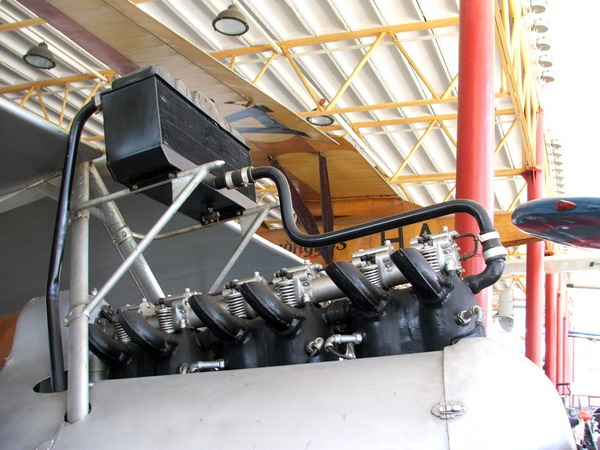
Particolare del motore.

Il B.I venne utilizzato dai reparti del k.u.k. Luftfahrtruppen come velivolo da ricognizione aerea non armato dal 1914 sino alla fine della prima guerra mondiale. La bontà del progetto venne ribadita anche dall'introduzione di una unità propulsiva più potente che ne incrementò le prestazioni e che fu confermata dal C.I, la sua successiva evoluzione.
Il B.I era adottato anche dal Marinens flyvevåben il servizio aereo navale della marina militare norvegese ed alla fine del conflitto dal Siły Powietrzne, l'aeronautica militare polacca.

## Versioni
Entrambe le versioni hanno condiviso la stessa denominazione militare B.I
Dprima versione prodotta in serie, inizialmente equipaggiata con un motore Benz Bz.II da 100 PS (73,5 kW).
FDversione successiva motorizzata dal più potente Benz Bz.III da 150 PS (110 kW).

## Utilizzatori

### Periodo bellico
Austria-Ungheria
- k.u.k. Luftfahrtruppen

 Norvegia
- Marinens flyvevåben

### Periodo post bellico
Cecoslovacchia
- Češkoslovenske Vojenske Letectvo

 Jugoslavia
- Jugoslovensko kraljevsko ratno vazduhoplovstvo i pomorska avijacija

 Polonia
- Siły Powietrzne

## Modellismo
- Ardpol - Scala 1/72
- Legato - Scala 1/72

## Velivoli correlati
Germania
- Hansa-Brandenburg C.I
- Hansa-Brandenburg C.II

 Cecoslovacchia
- Aero Ae 01
- Aero A.14
- Aero A.15